# Рота поліції «Світязь»
Рота поліції особливого призначення «Світязь» — перша рота зведеного батальйону Національної поліції України «Захід»..

## Історія
12 червня 2014 року УМВС Волині оголосило про створення роти патрульної служби міліції особливого призначення «Світязь». Інформаційне агентство «Волинські новини» повідомило, що «світязівців» будуть готувати до виконання функцій охорони громадського порядку та участі в АТО на сході України. Формування роти доручили колишньому десантнику Олександру Фацевичу, за плечима якого були 9 років служби у Збройних силах України, а також досвід навчання бійців Самооборони Майдану Волині. 12 липня бійці спецроти «Світязь» після проходження місячного курсу підготовки присягнули на вірність народу України і влилися до лав органів внутрішніх справ України. Начальник УМВС України у Волинській області полковник міліції Петро Шпига у привітальному слові зазначив:
14 серпня бійці спецроти вирушили в зону бойових дій на сході України.
Рота «Світязь» брала участь в операції зі звільнення Іловайська, під час якої 40 міліціонерів опинилися в оточенні у так званому Іловайському котлі.
Після відпочинку і доформування, у середині грудня загін бійців роти вирушили у нове відрядження, — цього часу під місто Вуглегірськ Донецької області. 30 січня 2015 року працівники підрозділу при посиленні натиску терористів в боях за Дебальцеве потрапили в оточення у Вуглегірську, з якого вони вийшли з боями. Позиції волинян і приданої артилерійської групи були облаштовані в місцевому інтернаті та Будинку культури. Лейтенант Ігор Дрючан розповів, що в ході запеклого бою командир викликав вогонь артилерії на себе, після чого артилеристи і міліціонери пішли на прорив, проклали собі дорогу вогнем, а потім здійснили 15-кілометровий марш до своїх.

Як зазначив голова МВС Арсен Аваков:
Голова патрульної поліції Києва Олександр Фацевич, колишній командир «Світязя», 28 липня 2015 року представив бійцям цього спецпідрозділу нового керівника, яким став Сергій Козак.
11 березня 2019 капелани ПЦУ Волині благословили воїнів на захист України.
24 лютого 2022 року з початку повномасштабного вторгнення бійці «Світязя» одними з перших влились до складу зведеного батальйону Нацполіції «Захід».  Бійці продовжують мужньо виконувати бойові завдання і захищати Батьківщину.

## Нагороди і відзнаки
У лютому 2015 року Наказами МВС України були нагороджені:
- Капітану міліції Фацевичу Олександру Юрійовичу, командиру роти «Світязь», було присвоєно спеціальне звання «майор міліції». Йому вручили іменну вогнепальну зброю;
- Підполковнику міліції Рубчуку Григорію Олександровичу, заступнику командира роти «Світязь», було присвоєно спеціальне звання «полковник міліції». Йому також вручили іменну вогнепальну зброю;
- Старшого прапорщика міліції Чаюка Макара Олександровича, молодшого інспектора автослужби, нагородили нагрудним знаком МВС За відвагу в службі з присвоєнням спеціального звання «молодший лейтенант міліції»;
- Старшого сержанта міліції Пінчука Олександра Валентиновича, міліціонера взводу № 3 роти «Світязь», нагородили нагрудним знаком МВС «За відвагу в службі» з присвоєнням спеціального звання «старшина міліції».

Також, нагрудним знаком МВС За відзнаку в службі нагородили 30 чоловік роти.

## Втрати
- Іщук Володимир Степанович з позивним «Кущ», рядовий міліції, помер 26 серпня 2014 року.
- Помінкевич Сергій Петрович з позивним «Чех», рядовий міліції, загинув 29 серпня 2014 року.
- Ляшук Максим Володимирович з позивним «Яр», лейтенант міліції, командир взводу, загинув 29 серпня 2014 року.
- Сацюк Олександр Миколайович з позивним «Білий», рядовий міліції, загинув 29 серпня 2014 року.
- Шолуха Віктор Григорович з позивним «Шериф», сержант міліції, загинув 29 серпня 2014 року.
- Сивий Олександр Анатолійович з позивним «Док», рядовий міліції, фельдшер, загинув 29 серпня 2014 року.
- Столярчук Мирослав Станіславович з позивним «Мирон», рядовий міліції, загинув 29 серпня 2014 року.